# Byron K. Lichtenberg
Byron Kurt Lichtenberg (* 19. února 1948, Stoudsburg, Pasadena, USA) je bývalý americký astronaut. Jako specialista pro užitečné zatížení absolvoval dva lety do vesmíru, v roce 1983 se zúčastnil mise STS-9 a v roce 1992 letu STS-45.

## Ze života
Byron Lichtenberg absolvoval v roce 1969 Brown University v Providence ve státě Rhode Island, kde získal titul bakalář v oboru letecké inženýrství. V roce 1975 studoval strojní inženýrství na Massachusettském technologickém institutu, získal titul Master of Science, na stejné univerzitě získal v roce 1979 titul Doktor věd (Doctor of Science – Sc.D.) v oboru biomedicínské inženýrství.
Do týmu amerických astronautů se hlásil v roce 1977, ale nebyl vybrán. V roce 1978 byl přijat a získal kvalifikaci specialista pro užitečné zatížení pro laboratoř Spacelab.

## Lety do vesmíru
Lichtenberg odstartoval ke svému prvnímu letu do vesmíru ve svých 35 letech. Raketoplán Columbia se vydal z Kennedyho vesmírného střediska na Floridě na desetidenní misi STS-9. Posádku tvořilo šest astronautů: velitel John Young, pilot Brewster Shaw, letoví specialisté Owen Garriott a Robert Parker a specialisté pro užitečné zatížení Byron Lichtenberg a Němec Ulf Merbold. V nákladovém prostoru raketoplánu byla umístěna evropská laboratoř Spacelab. Evropští a američtí vědci připravili pro posádku 70 vědeckých experimentů, které se týkaly astronomie, fyziky, pozorování Země, biologie a pokusů na materiálech. Raketoplán přistál s problémy na základně Edwards v Kalifornii.
Lichtenbergova druhá mise STS-45 se uskutečnila v březnu 1992 raketoplánem Atlantis. Sedmičlenná posádka ve složení velitel Charles Bolden, pilot Brian Duffy, Kathryn Sullivanová, David Leetsma, Michael Foale, Byron Lichtenberg a Dirk Frimout plně využívala k desítkám měření a experimentů atmosférickou laboratoř ATLAS-1 (Atmospheric Laboratory for Applications and Science). Astronauti pracovali na experimentech z oblasti chemie atmosféry, fyziky plazmatu, sluneční fyziky a astrofyziky. Mise byla zakončena přistáním na Kennedyho vesmírném středisku na Floridě.
- STS-9 Columbia (28. listopadu 1983 – 8. prosince 1983)
- STS-45 Atlantis (24. března 1992 – 2. dubna 1992

Při svých dvou letech strávil Lichtenberg na oběžné dráze 19 dní a byl v pořadí 130. člověkem ve vesmíru.